# Gladys Swain
Gladys Swain (nacida en 1945 y fallecida en 1993) fue una psiquiatra francesa. Sus libros tratan básicamente de historia de la psiquiatría contemporánea. Criticó las teorías de Michel Foucault en relación con el análisis occidental de la locura, sin dejar de reconocer siempre la importancia de sus interrogantes. 

## Trayectoria
Debemos buena parte de la información sobre Gladys Swain a Marcel Gauchet, nacido asimismo en 1945, a quien conoció en 1968, cuando ella era trotskista y estaba acabando Medicina, pero ya con la idea de dedicarse a la psiquiatría. Gauchet, estudioso de la filosofía política y de la religión, vivió en común y trabajó siempre con ella: de hecho se formaron juntos y varios proyectos de trabajo fueron comunes. Su prefacio-estudio del Diálogo con el insensato es la referencia técnica, fundamental. Poco ha dejado trascender, en cambio, sobre su trayectoria vital.
Swain fue una psiquiatra francesa de gran renombre pese a que su vida quedó interrumpida a los 47 años. Se conoce su buena formación médica y a la vez filosófica, y desde luego su dedicación paciente y continua a la psiquiatría y a su historia. Su obra es breve y densa, muy precisa, muy meditada. Pero se percibe bien en sus escritos lo que se ha dicho de esa gran figura de la psiquiatra francesa: que en ella la pasión por su especialidad se redobla con la pasión por la historia y el pensamiento. Del resto poco ha trascendido, excepto el valor de sus estudios, si bien se sabe que luchó en su juventud contra el régimen asilar y sus aberraciones, pero que guardaba distancia con cierta antipsiquiatría.

## Significado de su obra
Suele reconocerse que sus obras más célebres son sus libros sobre la historia de la psiquiatría. Pues Swain destaca especialmente por su rigor conceptual; de ahí que sus trabajos hayan aportado una perspectiva crítica muy rigurosa, y acaso más ancladas en la tradición, sobre las interpretaciones de Michel Foucault relativas a la visión occidental de la sinrazón, tal como aparece en su Historia de la locura o en otras discusiones del pensador francés.
Fue conocida especialmente por dos libros: Le Sujet de la folie, que retoma y rehace las páginas de su tesis doctoral de 1974, y La Pratique de l'esprit humain, escrito con Gauchet, ensayista y redactor jefe de Le Debat. Su reflexión, a juicio de algunos, es efecto de la generación de 1968, que tuvo que valorar la puesta en cuestión de la disciplina psiquiátrica. Así pues, ella trabajó valorando tanto las perspectivas radicales de la antipsiquiatría como las del nuevo psicoanálisis, dominado por Jacques Lacan, pero remontándose a las fuentes.
Su Diálogo con el insensato, muy significativo de ese trabajo suyo, lo redactó entre 1977 y 1987. Está dividido en cuatro partes, que dialogan o complementan sus textos anteriormente citados. La primera trata del problema del nacimiento de la psiquiatría tras la Revolución francesa, junto a las teorías de Locke, Kant y Hegel sobre la locura. Luego se ocupa de dos problemas capitales como son la melancolía y la histeria. Gladys Swain a continuación analiza las componentes de la ruptura de Freud en torno a 1900, con sus primeros pasos. Finalmente, toma en consideración el papel que los psicotrópicos tienen en la remodelación del tratamiento psiquiátrico más reciente. 
Sus desacuerdos con Foucault, que le ofrecieron poner por escrito, son sumariamente de dos tipos. Por un lado, Swain aporta nuevos datos sobre el nacimiento de la psiquiatría en Francia, y hace hincapié en el significado fundamental, y radicalmente fundador, de Philippe Pinel y su escuela. Foucault tiende a poner su esfuerzo entre paréntesis, pero es verdad que su Historia de la locura acaba allí donde Pinel aparece, por lo que no se adentra, como Swain, en el análisis interno de sus escritos. Por otro lado, y eligiendo un riguroso plano filosófico, no considera que la segregación de los enfermos mentales en los asilos, después de 1800, se deba a un crecimiento de la intolerancia hacia aquellos que considera la sociedad industrial ajenos o diferentes. 
Es cierto que Swain concuerda con Foucault en que los enfermos mentales en la Edad Media tenían libre circulación, por contraste con lo que ocurrirá en la modernidad, y en que es denunciable radicalmente la rudeza del tratamiento en los asilos. Con todo, ella atribuye la creación del primer asilo al descubrimiento de que los «locos» tenían precisamente una mente muy concreta (no estaban dominados por fuerzas externas), sino que eran vistos como seres humanos cuyas perturbaciones mentales podrían recibir un tratamiento médico. Es evidente que ella no escribía desde la perspectiva sociológica de Michel Foucault, en la cual se analiza al detalle el nacimiento de un tipo de sociedad más represivo.
Los materiales que Gladys Swain estaba reuniendo para la redacción de un escrito sobre Jean-Martin Charcot quedaron un tiempo en barbecho, tras su muerte. Cuatro años más tarde Gauchet se decidió a imprimirlos, tras darlos forma.

## Libros
- Le sujet de la folie, París, Calmann-Levy, 1977.
- La pratique de l’esprit humain. L'institution asilaire et la révolution démocratique, París, Gallimard, 1980; en colaboración con Marcel Gauchet.
- Dialogue avec l'insensé, Essais d'histoire de la psychiatrie, París, Gallimard, 1994, póstumo; con un largo estudio previo de Marcel Gauchet ("A la recherche d'une autre historie de la folie") que sitúa a la autora. >> Tr.: Diálogo con el insensato, Madrid, AEN, 2009.
- Le vrai Charcot, París, Calmann-Levy, 1997, póstumo, editado por Marcel Gauchet.